# ハロン (化合物)
ハロン (halon) は、炭化水素の水素原子（一部または全て）がハロゲン原子で置換されたハロゲン化炭化水素（ハロカーボン）のうち、臭素を含むものである。
ハロゲン化炭化水素 (halogenated hydrocarbon) が語源で、アメリカ陸軍工兵司令部 (USACE) が1948年に命名した。ハロン類 (halons)、ハロン化合物 (halon compounds) ともいう。
ハロンに対し、臭素を含まず、ハロゲンがフッ素と塩素のみの化合物を、フロン（クロロフルオロカーボン）と呼ぶ（ハロンをフロンに含めることもある）。ただし、フロンが日本特有の語であるのに対し、ハロンは国際的に通用する名である。

## ハロン命名法
ハロン命名法は、アメリカ陸軍工兵司令部 (USACE) が定めたハロンの命名法で、「ハロン」のあとに2～5桁の数字を続ける。
1. 炭素原子の数
2. フッ素原子の数
3. 塩素原子の数
4. 臭素原子の数
5. ヨウ素原子の数[4]

最後が0（または0の連続）の場合は省略する。したがって、通常のハロンであれば4桁となり、2～3桁で表されるのはフロンである。
この数字は、「フロン」のあとに続ける2～5桁の数字とは一般に異なる。
水素原子の数は明示されず、「H = C×2+2－F－Cl－Br－I」で計算される。
異性体は区別できない。異性体がある場合、慣習的に、異性体の1つを表す。
例外として、ハロン11（命名法どおりならハロン113）、ハロン2600（命名法どおりならばハロン26）が慣用される。

## ハロンの一覧
ハロン名を持つ化合物の一覧。これら以外にもハロン名で呼ぶことが可能な化合物は多いが、実際に呼ばれることは希である。
臭素を含む（数字が4桁で4桁目が0でない）ものが、厳密な意味でのハロンとなる。
| ハロン名    | フロン名  | 体系名                           | その他の名     | 化学式      | 分子量  | 特定       | 用途   |
| ----------- | --------- | -------------------------------- | -------------- | ----------- | ------- | ---------- | ------ |
| ハロン11    | フロン11  | フルオロトリクロロメタン         |                | CCl3F       | 137.368 | 特定フロン |        |
| ハロン14    | フロン14  | テトラフルオロメタン             | 四フッ化炭素   | CF4         | 088.004 |            |        |
| ハロン104   | フロン10  | テトラクロロメタン               | 四塩化炭素     | CCl4        | 153.82  |            |        |
| ハロン112   | フロン21  | ジクロロフルオロメタン           |                | CHCl2F      | 102.92  |            |        |
| ハロン122   | フロン12  | ジクロロジフルオロメタン         |                | CCl2F2      | 120.91  | 特定フロン |        |
| ハロン242   | フロン114 | ジクロロテトラフルオロエタン     |                | CClF2-CClF2 | 170.92  | 特定フロン |        |
| ハロン1001  |           | ブロモメタン                     | 臭化メチル     | CH3Br       | 094.939 |            |        |
| ハロン1011  |           | ブロモクロロメタン               |                | CH2ClBr     | 129.384 |            |        |
| ハロン1103  |           | トリブロモフルオロメタン         |                | CBr3F       | 270.72  |            |        |
| ハロン1201  |           | ブロモジフルオロメタン           |                | CHBrF2      | 130.92  |            |        |
| ハロン1202  |           | ジブロモジフルオロメタン         |                | CBr2F2      | 209.815 |            |        |
| ハロン1211  |           | ブロモクロロジフルオロメタン     |                | CClBrF2     | 165.364 | 特定ハロン | 消火剤 |
| ハロン1301  |           | ブロモトリフルオロメタン         |                | CBrF3       | 148.909 | 特定ハロン | 消火剤 |
| ハロン2001  |           | ブロモエタン                     | 臭化エチル     | CBrH2-CH3   | 108.966 |            |        |
| ハロン2302  |           | ジブロモトリフルオロエタン       |                | CBrF2-CHBrF | 241.832 |            |        |
| ハロン2312  |           | クロロジブロモトリフルオロエタン |                | CClBr2-CF3  | 276.277 |            |        |
| ハロン2402  |           | ジブロモテトラフルオロエタン     |                | CBrF2-CBrF2 | 259.822 | 特定ハロン | 消火剤 |
| ハロン2600  | フロン116 | ヘキサフルオロエタン             | 六フッ化二炭素 | CF3-CF3     | 138.01  |            |        |
| ハロン10001 |           | ヨードメタン                     | ヨウ化メチル   | CH3I        | 141.939 |            |        |

## 規制
ハロン1211・ハロン1301・ハロン2402は、モントリオール議定書でオゾン層破壊物質として特定ハロンに指定されており、1994年1月1日から議定書第5条非適用国（先進国）では製造等が全廃されている。

## 利用
ハロゲン化物消火設備の消火剤に使われる。これは、酸素を遮断する効果に加え、ハロンの熱分解で生じたハロゲン原子が燃焼により発生する高活性の水素原子と水酸基を取り除く触媒作用
X + H → HX
HX + OH → X + H2O
を利用するものである。
ハロン消火剤は、1950～1960年ごろにアメリカで商品化された。もともと航空機搭載用に開発されたもので、液体燃料の火災に効果的である。主に使われるのはハロン1301である。
しかしハロン1301は特定フロンであり、消火用ハロンの製造は、先進国では1993年末で、全世界でも2009年末で廃止された。そのため、現在使われるのは全てリサイクルハロンで、航空・軍事・石油採掘・穀物サイロ・製紙工場など特殊分野が主体である。
日本の消防法でも、ハロン1301・ハロン2402・ハロン1211（いずれも特定ハロン）がハロゲン化物消火設備の消火剤として認められているが、2001年、オゾン層を破壊しない2剤（HFC-227ea・HFC-23）が追加された。